# Juortananjärvi
Juortananjärvi eller Juortanajärvi är en sjö i Finland. Den ligger i kommunen Kuhmo i landskapet Kajanaland, i den östra delen av landet, 500 km nordost om huvudstaden Helsingfors. Juortananjärvi ligger 202,3 meter över havet. Arean är 2,49 kvadratkilometer och strandlinjen är 9,25 kilometer lång. Sjön  ingår i Uleälvens huvudavrinningsområde.   
I övrigt finns följande i Juortananjärvi:
- Saarilahdensaari (en ö)